# Pardosa soccata
Pardosa soccata este o specie de păianjeni din genul Pardosa, familia Lycosidae, descrisă de Yu și Song, 1988. Conform Catalogue of Life specia Pardosa soccata nu are subspecii cunoscute.